# Espès-Undurein
Espès-Undurein (på baskiska: Ezpeize-Ündüreine) är en kommun i departementet Pyrénées-Atlantiques i regionen Nouvelle-Aquitaine i sydvästra Frankrike. Kommunen ligger i kantonen Mauléon-Licharre som tillhör arrondissementet Oloron-Sainte-Marie. År 2022 hade Espès-Undurein 501 invånare.

## Befolkningsutveckling
Antalet invånare i kommunen Espès-Undurein
| Referens: INSEE |